# Kelmscott
Kelmscott és una població i parròquia civil d'Anglaterra situada sobre el Riu Tàmesi a West Oxfordshire, a uns 3 km de Lechlade del veí Gloucestershire. Des de l'any 2000 s'ha annexat Little Faringdon. L'any 2011 tenia 198 habitants.

## Kelmscott Manor
Kelmscott Manor és una casa feta de pedra de Cotswold construïda cap al 1570 i ampliada el segle xvii. Va ser la casa de William Morris. Kelmscott Manor actualment pertany a la Society of Antiquaries of London.
Morris va rebatejar la seva casa de Londres com Kelmscott House, Va donar lloc a la seva premsa privada, Kelmscott Press.

## Referències

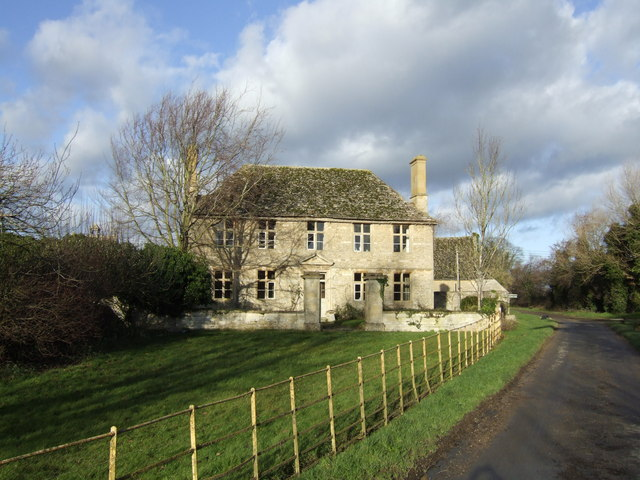
Manor Farmhouse, built about 1700